# Song (Luoyang)
Song (chinesisch 嵩县, Pinyin Sōng Xiàn) ist ein Kreis in der chinesischen Provinz Henan, der zum Verwaltungsgebiet der bezirksfreien Stadt Luoyang gehört. Song hat eine Fläche von 3.006 km² und zählt 521.400 Einwohner (Stand: Ende 2018).
Der Heimatort der beiden Cheng-Brüder (Liang Cheng guli 两程故里) – Cheng Yi und Cheng Hao – steht seit 2006 auf der Liste der Denkmäler der Volksrepublik China (6-627).